# Alpheus dentipes
Alpheus dentipes is een garnalensoort uit de familie van de Alpheidae. De wetenschappelijke naam van de soort is voor het eerst geldig gepubliceerd in 1832 door Guérin.